# Chilicola simplex
Chilicola simplex är en biart som beskrevs av Michener 2002. Chilicola simplex ingår i släktet Chilicola och familjen korttungebin. Inga underarter finns listade i Catalogue of Life.